# Радован Миљанић
Радован Миљанић (Панчево, 24. фебруар 1952 — Београд, 25. октобар 2021) био је српски глумац.

## Биографија
Дипломирао је глуму 1979. године на Факултету драмских уметности у Београду, у класи професора Предрага Бајчетића монодрамом Приче кнеза Мишкина, по Идиоту Фјодора Достојевског. Био је велики пријатељ са Борисом Комненићем.
Током каријере одиграо је бројне улоге на сцени матичног Народног позоришта у Београду, међу којима се посебно истичу оне у комадима „Велика драма“ и „Тесла или прилагођавање анђелима“.
Осим у позоришту, остварио је велики број улога на телевизији и великом платну. Прву улогу одиграо је 1972. године у ТВ филму „Синови“. Играо је у познатим серијама, какве су Сиви дом и Бољи живот, али и филмовима, као што су били Чавка или Директан пренос.
За улогу Пиксија у представи Последња потера за златом и улогу Младена у представи Јовча добио је Похвале Народног позоришта у Београду.
Изненада је преминуо у Београду, 25. октобра 2021. у 70. години.

## Улоге
| Год.         | Назив                                    | Улога \|- style="background: Lavender; text-align:center; " | 1970-е | 1970-е | 1970-е | 1970-е |
| 1975.        | Синови (ТВ филм)                         | Тика                                                        |        |        |        |        |
| 1980-е       |                                          |                                                             |        |        |        |        |
| 1982.        | Директан пренос                          | редитељ (као Раде Миљанић)                                  |        |        |        |        |
| 1986.        | Сиви дом (ТВ серија)                     | муж                                                         |        |        |        |        |
| 1988.        | Чавка                                    | управник затвора (као Раде Миљанић)                         |        |        |        |        |
| 1988.        | Како засмејати господара (ТВ филм)       | Петар Радовановић-Продан (као Раде Миљанић)                 |        |        |        |        |
| 1990-е       |                                          |                                                             |        |        |        |        |
| 1990.        | Бољи живот (ТВ серија)                   | Дивљаковић                                                  |        |        |        |        |
| 1990.        | Солунци говоре (ТВ филм)                 | Лисијен Рејн                                                |        |        |        |        |
| 1991.        | Заборављени (ТВ серија)                  | Управник затвора                                            |        |        |        |        |
| 1996.        | Потера за благом (ТВ филм)               | Пикси                                                       |        |        |        |        |
| 1998.        | Породично благо (ТВ серија)              | власник стана                                               |        |        |        |        |
| 2000-е       |                                          |                                                             |        |        |        |        |
| 2001.        | Сусрет (кратки филм)                     | Милан                                                       |        |        |        |        |
| 2002.        | Мајстор (ТВ филм)                        | истражитељ                                                  |        |        |        |        |
| 2004.        | Смешне и друге приче (ТВ мини серија)    |                                                             |        |        |        |        |
| 2006.        | Условна слобода                          | командир                                                    |        |        |        |        |
| 2006.        | Гуча!                                    | стриц                                                       |        |        |        |        |
| 2006.        | Ракете                                   | Гузина                                                      |        |        |        |        |
| 2006.        | Курсаџије                                | професор Лабуд                                              |        |        |        |        |
| 2005 2007.   | Љубав, навика, паника (ТВ серија)        | Лаки, Мићин колега                                          |        |        |        |        |
| 2009.        | Живот и смрт порно банде                 | шеф полицијске станице                                      |        |        |        |        |
| 2010-е       |                                          |                                                             |        |        |        |        |
| 2010.        | Шесто чуло (ТВ серија)                   | Петар Исаковић                                              |        |        |        |        |
| 2010.        | Златно теле (ТВ филм)                    | председник извршног одбора / Фунт / Путник                  |        |        |        |        |
| 2014.        | Тесла или прилагођавање анђела (ТВ филм) | Мр Џон Смит, новинар                                        |        |        |        |        |
| 2014.        | Једнаки                                  | полицијски инспектор                                        |        |        |        |        |
| 2014.        | Исцељење                                 | деда                                                        |        |        |        |        |
| 2014.        | Ургентни центар (ТВ серија)              | рендгенолог Стева                                           |        |        |        |        |
| 2015.        | Чизмаши (ТВ серија)                      | Тодор                                                       |        |        |        |        |
| 2015.        | Породица                                 | Јован Митић                                                 |        |        |        |        |
| 2016.        | Слепи путник на броду лудака (ТВ филм)   | посланик Димитријевић                                       |        |        |        |        |
| 2017.        | Реквијем за госпођу Ј                    | Милета                                                      |        |        |        |        |
| 2018.        | Изгредници                               |                                                             |        |        |        |        |
| 2019.        | The Balkan Line                          | бркати старац                                               |        |        |        |        |
| 2019.        | Краљ Петар Први (ТВ серија)              | трећепозивац                                                |        |        |        |        |
| 2019.        | Беса                                     | домар                                                       |        |        |        |        |
| 2020-е       |                                          |                                                             |        |        |        |        |
| 2020.        | Југословенка                             |                                                             |        |        |        |        |
| 2020.        | Дара из Јасеновца                        | логораш 7                                                   |        |        |        |        |
| 2021.        | Викенд са ћалетом                        | пијанац 2                                                   |        |        |        |        |
| 2021.        | Дрим тим                                 | управник гробља                                             |        |        |        |        |
| 2021 – 2022. | Тајне винове лозе                        | Влада Ћосић                                                 |        |        |        |        |
| 2021.        | Пролећна песма                           | Горан                                                       |        |        |        |        |
| 2021.        | Нечиста крв: Грех предака                | газда Риста                                                 |        |        |        |        |
| 2021.        | Бићемо богати                            | Паћоти                                                      |        |        |        |        |
| 2021.        | Црна свадба                              | Патолог                                                     |        |        |        |        |
| 2021.        | Нечиста крв (ТВ серија)                  | газда Риста                                                 |        |        |        |        |

## Позоришне улоге
- Ненаграђени љубавни труд (Бирон)
- Приче кнеза Мишкина (Мишкин)
- Солунци говоре (Лисијен Рејн, Огист Албер)
- Рат и мир (Пеђа Верховенски)
- Лењин, Стаљин, Троцки (Јагода)
- Како засмејати господара(Професор Мирковић)
- Тетовиране душе (Тетовирач)
- Последња потера за златом (Пикси)
- Је ли било кнежеве вечере? (Радулашки)
- Сирано де Берержак (Ле Бре)
- Јовча (Младен)
- Вожд Карађорђе и Књаз Милош (Цар Александар)
- Конак (Пуковник Лешјанин)
- Дон Жуан (Диманш)
- Тесла или прилагођавање анђела (Џон Смит)
- Маска (Корнелије Станковић)
- Уби ме прејака реч (Бранко Миљковић)
- Сан летње ноћи (Тома Њушка)
- Максим Црнојевић (Дужд од Млетака)
- Вирус (Владимир)
- Букефал Александра Македонског (Аристотел)
- Уображени болесник (Доктор  Пиргон)
- Госпођа министарка (Теча Панта)
- Велика драма (Поп Стојан, Бранко Лазовић, Саво Вукотић-Цицко)
- Зечји насип (Професор Влада)
- Три сестре (Кулигин)
- Таленти и обожаваоци (Нароков)
- О примерима добра и зла (Ф.М.Достојевски)
- Коштана – Жал за младост (Хаџи Тома)
- Кафкин К (Макс Брод)
- Покојник (Адолф Шварц)
- Како је диван тај призор (Ђорђе Станојевић)
- Велика драма (генерал Саво Вукотић-Цицко)
- Васа Железнова и други (Јевсеј Митрич Бајмаков, Мељников, Тихон Вјалов)
- Госпођа министарка (Теча Панта)
- Опасна -љубавна- игра (др Базил Омски)
- Власт (секретар)
- Матичар (матичар)